# 2026-os sakkvilágbajnokság
A 2026-os sakkvilágbajnokság a Nemzetközi Sakkszövetség (FIDE) által szervezett versenysorozat, amely az elért helyezések alapján a világkupán való indulásra jogosító kontinensbajnokságokból és zónaversenyekből, a világbajnokjelöltek versenyén való részvételhez kvalifikációt biztosító 2025-ben megrendezett FIDE Grand Swiss svájci rendszerű versenyből, a 2025-ös világkupaversenyből, a további FIDE-versenyekből és a nyolc legjobb versenyző részvételével rendezett világbajnokjelölti versenyből, majd a versenysorozatot lezáró világbajnoki döntőből áll.
A világbajnokjelölti versenyt 2026-ban rendezik.

## Kvalifikációs versenyek

### FIDE Grand Swiss
2025-ben negyedik alkalommal rendezik meg a svájci rendszerű tornát, amelyre meghívást kapott a 2025. június 1-ji Élő-pontszáma alapján a világranglista első 100 helyezettje, a 2025-ös női sakkvilágbajnokság győztese, négy szabadkártyás, akit a négy kontinentális sakkszervezeti elnökök hívtak meg, hat szabadkártyát a FIDE elnöke osztott ki, valamint a rendező által meghívott öt versenyző.
A tornát 114 fő részvételével rendezik meg 2025. szeptember 4. – szeptember 15. között az üzbegisztáni Szamarkandban. A verseny első két helyezettje indulhat a világbajnokjelölti versenyen.

### Sakkvilágkupa

#### Kontinensbajnokságok és zónaversenyek
A versenysorozat első lépcsői a kontinensbajnokságok és a zónaversenyek, amelyeken a sakkvilágkupán való részvételre lehet kvalifikációt szerezni.
A világkupára a 2026-os sakkvilágbajnoki ciklusban a kontinensbajnokságokról és a zónaversenyekről összesen 100 fő szerzett kvalifikációt, a nemzeti szövetségek javaslatai alapján 80, az Élő-pontszámok alapján 13 fő vehet részt. Jogosultságot szerzett az indulásra négy fő az előző sakkvilágkupán elért eredménye alapján (az elődöntősök), a női sakkvilágbajnok, a junior világbajnok, valamint a FIDE-elnök négy és a szervezőbizottság két szabadkártyása, és meghívást kapott a regnáló világbajnok is, így összesen 206 versenyző indul a tornán.

#### A sakkvilágkupa
A 2025-ös sakkvilágkupa a 206 induló versenyző között kieséses rendszerű páros mérkőzések keretében zajlik 2025. október 30. – november 27. között Indiában. A verseny első három helyezettje jut be a világbajnokjelölti versenyre.

### További versenyek
A 2024-ben és 2025-ben a Nemzetközi Sakkszövetség versenyein (FIDE Circuit) legjobb eredményeket elérő, más módon nem kvalifikált versenyző is helyezetet kap a világbajnokjelölti versenyen.

## A világbajnokjelöltek versenye
A világbajnokjelöltek versenyét 2026-ban rendezik, ahol a világbajnok kihívójának személye a kvalifikációt szerző nyolc résztvevő között kétfordulós körmérkőzés során dől el. 2026-ban először az előző világbajnokság vesztese már nem jut be automatikusan a versenyre.
| Kvalifikáció                                                      | Versenyző       | Ország           | Élő-p. (2025. július) | Világranglista helyezés (2025. július) | Kor |
| ----------------------------------------------------------------- | --------------- | ---------------- | --------------------- | -------------------------------------- | --- |
| A 2024-es FIDE Circuit győztese                                   | Fabiano Caruana | Egyesült Államok | 2784                  | 3.                                     | 31  |
| A 2025-ös FIDE Grand Swiss első két helyezettje                   |                 |                  |                       |                                        |     |
|                                                                   |                 |                  |                       |                                        |     |
| A 2025-ös sakkvilágkupa első három helyezettje                    |                 |                  |                       |                                        |     |
|                                                                   |                 |                  |                       |                                        |     |
|                                                                   |                 |                  |                       |                                        |     |
| A 2025-ös FIDE Circuit győztese                                   |                 |                  |                       |                                        |     |
| Legmagasabb átlagos Élő-pontszám (2025. augusztus – 2026. január) |                 |                  |                       |                                        |     |

Megjegyzés: Azon esetekben, amikor olyan játékos jut be a világbajnokjelöltek versenyére, aki már más módon is kvalifikációt szerzett, más kapja meg a helyét. Ennek eldöntésének részleteit a verseny szabályzata tartalmazza.